# Gestation pour autrui en droit québécois
Pour un article plus général, voir Gestation pour autrui.
Au Québec, la gestation pour autrui a longtemps été nulle de nullité absolue en vertu des règles du droit civil québécois au nom du principe d'indisponibilité du corps humain, mais le législateur québécois a récemment autorisé la pratique.

## Nouveau régime juridique créé par l'adoption du projet de loi 12 de 2023
La Loi portant sur la réforme du droit de la famille en matière de filiation et visant la protection des enfants nés à la suite d’une agression sexuelle et des personnes victimes de cette agression ainsi que les droits des mères porteuses et des enfants issus d’un projet de grossesse pour autrui abroge l'article 541 du Code civil du Québec, qui interdisait la gestation pour autrui. Elle crée un nouveau régime juridique appelé « projet parental impliquant une grossesse pour autrui » aux articles 541.1 à 541.37 C.c.Q. 

## Ancien régime juridique
L'article 541 du code civil du Québec disposait que : « Toute convention par laquelle une femme s'engage à procréer ou à porter un enfant pour le compte d'autrui est nulle de nullité absolue. » Ces conventions iraient à l’encontre de l’ordre public, puisqu’ils transgressent les « principes d’indisponibilités » du corps humain et de « l’état des personnes ».
Cela implique que toute entente entre les parents souhaitant un enfant et la mère porteuse ne sera pas opposable devant les tribunaux. La mère porteuse ne peut donc pas exiger de recevoir une indemnisation et, en revanche, elle n'a pas d'obligation à remettre l'enfant à quiconque lors de sa naissance. Les dernières jurisprudences indiquent que les juges valident la reconnaissance du père et l'adoption par la mère.
L’article 541 du Code civil du Québec ne reconnaissait pas le ou les parents n’ayant pas participé à la conception. Toutes les personnes n’ayant pas de lien de sang avec l’enfant ne pouvaient pas réclamer un lien de filiation à son égard. Seule l’article 555 du Code civil québécois prévoit une exception à cet effet, permettant l’adoption de l’enfant par le conjoint ou la conjointe d’un des parents biologiques. Ceci s’appelle le "consentement spécial à l’adoption". Pour y adhérer, la mère porteuse doit se départir de ses droits et ses responsabilités parentales envers l’enfant, puis une demande d’ordonnance doit être placée par les parents non statuaires.
L'art. 541 C.c.Q. aurait été abrogé par la Loi portant sur la réforme du droit de la famille en matière de filiation et modifiant le Code civil en matière de droits de la personnalité et d’état civil de 2022, mais le législateur a remis à plus tard sa réforme législative sur cette question par manque de temps dans le calendrier législatif.